# Masters Qualifying Event
Die Benson & Hedges Championship (nach 2002 umgewandelt in: Masters Qualifying Event) war ein Profisnookerturnier, das von 1990 bis 2009 ausgetragen wurde. Für den Sieger gab es stets einen Startplatz für das Masters, das damals ebenfalls durch Benson & Hedges gesponsert wurde. 1992 hatte es einmalig den Status eines Minor-Turniers inne. Das bedeutet, dass es ein Zehntel der Punkte für die Snookerweltrangliste eines regulären Ranglistenturniers zu erlangen gab. 
Durch das Verbot für Tabakwerbung wurde es ab 2003 in ein reguläres Qualifikationsturnier umgewandelt, für das es kein Preisgeld mehr gab.
Austragungsorte der Benson & Hedges Championship waren von 1990 bis 1993 Glasgow, von 1994 bis 1996 Edinburgh, von 1997 bis 2000 Malvern und 2002 sowie 2003 Mansfield. Nach der Umwandlung in ein normales Qualifikationsturnier fand es in Prestatyn und Sheffield statt, wobei es 2004 eine Unterbrechung gab, während der kein Turnier stattfand.

## Sieger
| Jahr                                                            | Austragungsort                                                  | Sieger                                                          | Ergebnis                                                        | Finalist                                                        | Hauptsponsor                                                    | Saison                                                          |
| Benson & Hedges Satellite Championship (kein Ranglistenturnier) | Benson & Hedges Satellite Championship (kein Ranglistenturnier) | Benson & Hedges Satellite Championship (kein Ranglistenturnier) | Benson & Hedges Satellite Championship (kein Ranglistenturnier) | Benson & Hedges Satellite Championship (kein Ranglistenturnier) | Benson & Hedges Satellite Championship (kein Ranglistenturnier) | Benson & Hedges Satellite Championship (kein Ranglistenturnier) |
| --------------------------------------------------------------- | --------------------------------------------------------------- | --------------------------------------------------------------- | --------------------------------------------------------------- | --------------------------------------------------------------- | --------------------------------------------------------------- | --------------------------------------------------------------- |
| 1990                                                            | Glasgow Masters Club                                            | Alan McManus                                                    | 9:5                                                             | James Wattana                                                   | Benson & Hedges                                                 | 1990/91                                                         |
| 1991                                                            | Glasgow Masters Club                                            | Ken Doherty                                                     | 9:3                                                             | Darren Morgan                                                   | Benson & Hedges                                                 | 1991/92                                                         |
| Benson & Hedges Championship (Minor-Ranglistenturnier)          |                                                                 |                                                                 |                                                                 |                                                                 |                                                                 |                                                                 |
| 1992                                                            | Glasgow – Masters Club                                          | Chris Small                                                     | 9:1                                                             | Alan McManus                                                    | Benson & Hedges                                                 | 1992/93                                                         |
| Benson & Hedges Championship (kein Ranglistenturnier)           |                                                                 |                                                                 |                                                                 |                                                                 |                                                                 |                                                                 |
| 1993                                                            | Glasgow – Masters Club                                          | Ronnie O’Sullivan                                               | 9:6                                                             | John Lardner                                                    | Benson & Hedges                                                 | 1993/94                                                         |
| 1994                                                            | Edinburgh JP Snooker Centre                                     | Mark Williams                                                   | 9:5                                                             | Rod Lawler                                                      | Benson & Hedges                                                 | 1994/95                                                         |
| 1995                                                            | Edinburgh JP Snooker Centre                                     | Matthew Stevens                                                 | 9:3                                                             | Paul McPhillips                                                 | Benson & Hedges                                                 | 1995/96                                                         |
| 1996                                                            | Edinburgh JP Snooker Centre                                     | Brian Morgan                                                    | 9:8                                                             | Drew Henry                                                      | Benson & Hedges                                                 | 1996/97                                                         |
| 1997                                                            | Malvern Willie Thorne Snooker Centre                            | Andy Hicks                                                      | 9:6                                                             | Paul Davies                                                     | Benson & Hedges                                                 | 1997/98                                                         |
| 1998                                                            | Malvern Willie Thorne Snooker Centre                            | David Gray                                                      | 9:6                                                             | Dave Harold                                                     | Benson & Hedges                                                 | 1998/99                                                         |
| 1999                                                            | Malvern Willie Thorne Snooker Centre                            | Allister Carter                                                 | 9:4                                                             | Simon Bedford                                                   | Benson & Hedges                                                 | 1999/00                                                         |
| 2000                                                            | Malvern Willie Thorne Snooker Centre                            | Shaun Murphy                                                    | 9:7                                                             | Stuart Bingham                                                  | Benson & Hedges                                                 | 2000/01                                                         |
| 2001                                                            | Mansfield Towers Snooker Club                                   | Ryan Day                                                        | 9:5                                                             | Hugh Abernethy                                                  | Benson & Hedges                                                 | 2001/02                                                         |
| 2002                                                            | Mansfield Towers Snooker Club                                   | Mark Davis                                                      | 9:6                                                             | Mehmet Husnu                                                    | Benson & Hedges                                                 | 2002/03                                                         |
| Masters Qualifying Event (kein Ranglistenturnier)               |                                                                 |                                                                 |                                                                 |                                                                 |                                                                 |                                                                 |
| 2003                                                            | Prestatyn World Snooker Centre                                  | Neil Robertson                                                  | 6:5                                                             | Dominic Dale                                                    | –                                                               | 2003/041                                                        |
| 2005                                                            | Prestatyn World Snooker Centre                                  | Stuart Bingham                                                  | 6:3                                                             | Allister Carter                                                 | –                                                               | 2005/061                                                        |
| 2006                                                            | Sheffield English Institute of Sport                            | Stuart Bingham                                                  | 6:2                                                             | Mark Selby                                                      | –                                                               | 2006/071                                                        |
| 2007                                                            | Sheffield English Institute of Sport                            | Barry Hawkins                                                   | 6:4                                                             | Kurt Maflin                                                     | –                                                               | 2007/081                                                        |
| 2008                                                            | Sheffield English Institute of Sport                            | Judd Trump                                                      | 6:1                                                             | Mark Joyce                                                      | –                                                               | 2008/091                                                        |
| 2009                                                            | Prestatyn – World Snooker Centre                                | Rory McLeod                                                     | 6:1                                                             | Andrew Higginson                                                | –                                                               | 2009/101                                                        |

1 Nicht mehr in den Übersichtsartikeln zu den Snookersaisons aufgeführt, da nur noch einfaches Qualifikationsturnier.